# Francisco Saavedra de Sangronis

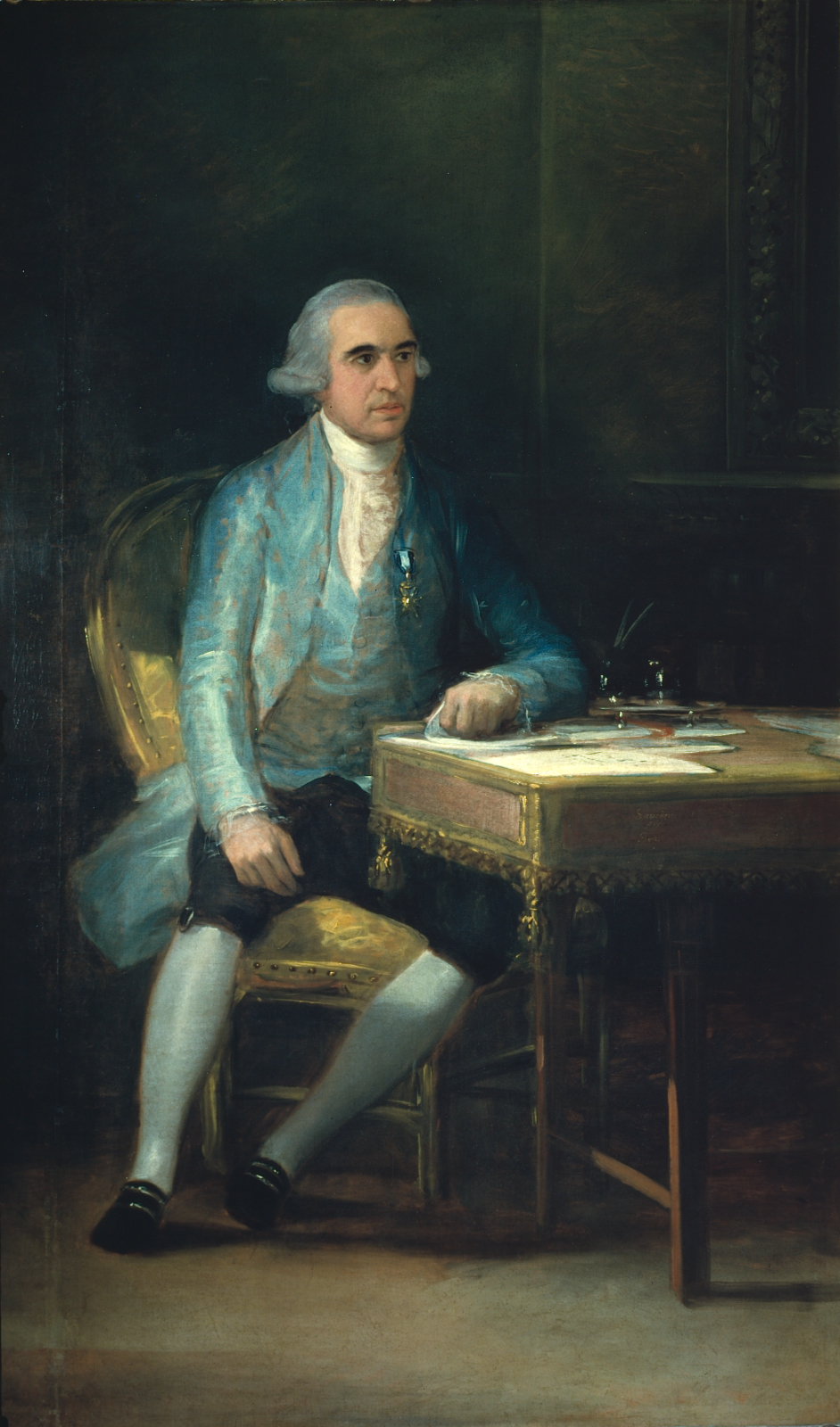
Francisco Saavedra, gemalt von Goya

Francisco Saavedra de Sangronis (* 1746 in Sevilla, Spanien; † 25. November 1819 ebenda) war ein spanischer Offizier und Politiker, der unter König Karl IV. kurz als Ministerpräsident seines Landes amtierte.

## Leben

### Jugend, Ausbildung und Karriere in Europa
Francisco Saavedra wurde in eine hochgestellte Familie aus Sevilla geboren. Er studierte bis 1765 in Granada Rechtswissenschaften. Anschließend trat er seinen Dienst in der königlich spanischen Armee an.
1776 nahm er an der verhängnisvoll gescheiterten Strafexpedition der Spanier in Algier teil. Dort lernte er Bernardo de Gálvez y Madrid kennen. Dieser machte ihn mit seinem Onkel José de Gálvez y Gallardo bekannt, als dieser gerade das Kolonialministerium übernommen hatte. Dorthin wechselte Saavedra.
Im Ministerium war er mit Finanzplanung betraut, arbeitete aber auch an militärischen Strategien. 1778 entwickelte man einen Plan zur Eroberung des britischen Jamaika.

### Auftrag im Unabhängigkeitskrieg, Kriegsgefangenschaft auf Jamaika
Als Spanien 1779 als Gegner Großbritanniens in den Amerikanischen Unabhängigkeitskrieg eingetreten war, gelang Bernardo de Gálvez y Madrid die Eroberung von Mobile (Alabama). Nächstes Ziel der Spanier war Pensacola (Florida), doch in Madrid war man der Auffassung, dass die Heeresführung in Havanna auf neue Wendungen des Kriegsgeschehens nicht schnell genug reagieren würde. Als starker Mann, der Truppenbewegungen veranlassen konnte und die rasche Finanzierung des Feldzuges auch gegen die Kolonialbürokratie durchsetzen sollte, wurde Saavedra mit dem ersten verfügbaren Schiff nach Kuba entsandt.
Ein britisches Kriegsschiff (namens Pallas) enterte die spanische Fregatte und Saavedra wurde wie die anderen Passagiere und Besatzungsmitglieder auf Jamaika interniert. Saavedra gab sich als wohlhabender Kaufmann aus. Da er sich so auf der Insel frei bewegen durfte, konnte er Befestigungsanlagen und Verteidigungssystem der Briten detailliert studieren. Im Januar 1781 gelang ihm an Bord eines französischen Schiffes die Flucht nach Kuba.

### Einnahme von Pensacola

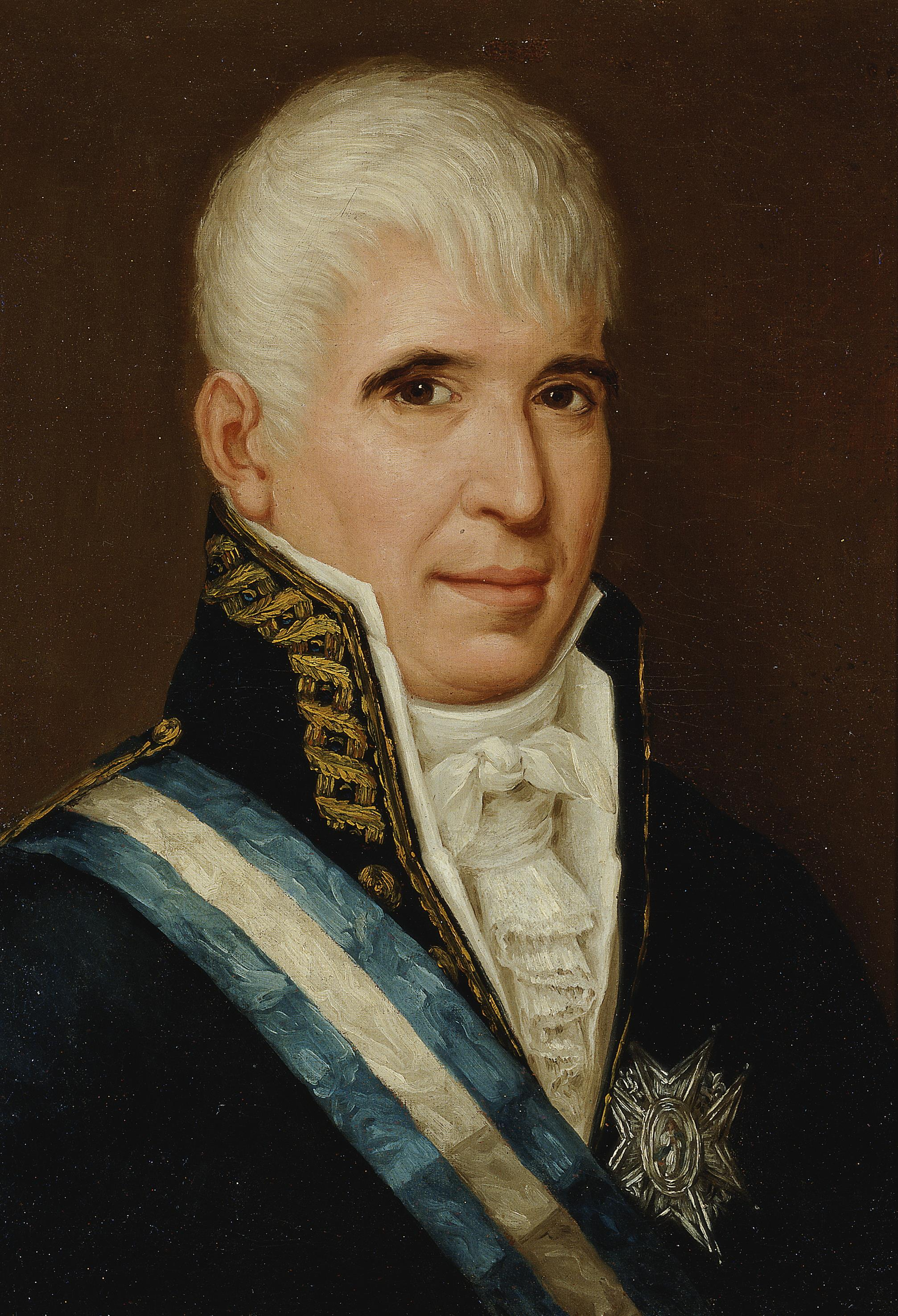
Francisco Saavedra de Sangronis

In Kuba traf er Bernardo de Gálvez, der ihm seine Situation und die erforderlichen Mittel für eine Fortsetzung des Feldzuges schilderte. Saavedra rief am 1. Februar 1781 die Verantwortlichen aus Verwaltung und Militär in Havanna zusammen. Die folgenden Wochen organisierte er unter Mühen und gegen erhebliche Widerstände Truppen, Waffen und Munition, um den Angriff auf Pensacola einzuleiten. Das Heer segelte am 9. April 1781 aus Kuba ab. Saavedra folgte den Kämpfern und verhandelte mit den Briten die Übergabebedingungen am 9. Mai 1781.
Am 16. Mai war er zurück in Havanna, um seinen Bericht an den Hof zu verfassen. Hier erwarteten ihn die Nachrichten, dass seine vorangegangenen Berichte Wirkung gezeigt hatten: Der Gouverneur und die Befehlshaber von Infanterie und Marine waren abgelöst worden, Gálvez zum Oberbefehlshaber erhoben und zum Generalleutnant befördert worden. Saavedra selbst erhielt Order, sich bei der Stadt Cap-François auf Hispaniola mit dem französischen Admiral François Joseph Paul de Grasse zu treffen.

### Vereinbarung Saavedra-Grasse
Grasse war mit einer starken französischen Flotte nach Hispaniola gekommen. Gemeinsam vereinbarten die beiden einen Schlachtplan gegen die Briten. Diese Grasse-Saavedra-Vereinbarung sandten sie an ihre Regierungen, welche sie bestätigten. Die Franzosen wollten zunächst in der Chesapeake Bay landen und dort den Nachschub der Briten unterbinden, die unter General Cornwallis Yorktown (Virginia) hielten. Zweites Etappenziel war die Befreiung der Inseln über dem Winde (Antillen) aus der Hand der Briten, bevor im letzten Schritt Jamaika, die größte und reichste britische Besitzung, erobert werden sollte.
Den Franzosen fehlten aber die Finanzmittel, um die Expedition nach Virginia zu bestreiten. Saavedra beschaffte 100.000 Pesos aus der Staatskasse von Santo Domingo, die aber nicht ausreichten. Bis weitere Mittel aus Mexiko eintrafen, sammelte er in kürzester Zeit Anfang August 1781 in Havanna 500.000 Pesos von der örtlichen Bevölkerung ein.
De Grasse segelte nach Norden und schlug die Briten bei der Seeschlacht von Chesapeake, was einen wesentlichen Beitrag zur Niederlage der Briten in Yorktown bildete. Während de Grasse von dort nach St. Kitts fuhr, sammelte Saavedra spanische Truppen in Hispaniola, um die Eroberung Jamaikas vorzubereiten.
Nach anfänglichen Erfolgen erlitten die Franzosen unter de Grasse bei der Schlacht von Les Saintes eine entscheidende Niederlage: Sie verloren vier große Schiffe, und der Admiral de Grasse geriet in britische Gefangenschaft. Spanier und Franzosen sammelten ihre Kräfte. Während Gálvez und 10.000 Mann weiter in Hispaniola auf Transportschiffe warteten, zogen die Franzosen die Expeditionstruppen unter General Rochambeau aus Nordamerika ab und warteten in Venezuela auf den Invasionsbefehl. Saavedra fuhr nach Europa, um weitere Verstärkung zu organisieren, er erwirkte 12.000 Mann französischer Truppen und 24 spanische Linienschiffe.
Der geplante Angriff fand allerdings nie statt. Nach Yorktown hatten die Amerikaner im November 1782 einen separaten Vorfrieden mit den Briten abgeschlossen und waren ohne Abstimmung mit ihren europäischen Verbündeten aus dem Krieg ausgestiegen. Die so freigewordenen Kräfte setzten die Briten gegen Franzosen und Spanier ein, woraufhin diese schließlich ebenfalls verhandeln mussten. Die Friedensverhandlungen und der folgende Frieden von Paris (1783) kamen den Invasionsplänen zuvor. Dennoch trugen die Erfolge der Spanier und Franzosen dazu bei, erhebliche britische Kräfte in der Karibik zu binden, die den Briten beim Kampf gegen die amerikanische Kontinentalarmee fehlten.

### Amtszeit in Venezuela
Im Juni 1783 wurde Saavedra zum Intendente bzw. Gouverneur der Provinz Venezuela nach Caracas im Vizekönigreich Neugranada berufen. Dieses Amt hatte er bis 1788 inne. Er kehrte nach Ende seiner Amtszeit nach Spanien zurück.

### Amtszeit in Spanien
Zunächst wurde er in den obersten Kriegsrat berufen. 1797 ernannte ihn König Karl IV. zum Finanzminister unter der Regierung von Manuel de Godoy. Nach dessen Sturz übernahm er im März 1798 das Amt des Ministerpräsidenten (Primero Secretario de Estado), das er bis August 1798 bekleidete. Ihm folgte Mariano de Urquijo y Muga im Amt.
Saavedra zog sich ins heimatliche Andalusien zurück. Im Zuge der napoleonischen Invasion Spaniens kehrte er 1810 aus der Pensionierung zurück und übernahm Kommandos während der Befreiungskriege. Danach lebte er zurückgezogen in Sevilla, wo er am 25. November 1819 starb.